# Richard L. Grimsdale
Richard Lawrence Grimsdale (* 18. September 1929 in Australien; † 6. Dezember 2005) war ein britischer Elektroingenieur und Computerpionier, der den ersten transistorisierten Computer entwarf.

## Leben
Sein Vater, ein englischer Ingenieur, arbeitete an einem Projekt des Unternehmens Metropolitan-Vickers. Grimsdale kehrte mit seiner Familie nach England zurück, studierte Elektrotechnik an der Universität Manchester und schloss im Jahr 1950 ab.
Im Jahr 1953, noch als Post Graduate Research Student an der Universität Manchester, entwickelte er aus Transistoren die Metrovick 950. Er arbeitete auch an der Ferranti Mark I und entwarf einen 100 ns Nur-Lese-Speicher für den ATLAS.
1960 begann er bei der Associated Electrical Industries als Forschungs-Ingenieur. 1967 wurde er Dozent für Elektrotechnik an der Sussex University. Er forschte zu Computergrafik, Netzwerken und VLSI-Beschleunigungs-Chips für 3D-Bilder.
Im September 1973 versendete Grimsdale in Zusammenarbeit mit einigen US-amerikanischen Forschern zur Organisation einer technischen Konferenz eine der ersten, transatlantischen E-Mails.
Grimsdale verstarb am 6. Dezember 2005 in seinem Wohnsitz in Brighton an einer Herz-Infektion.